# Saint-Gratien, Val-d'Oise
Saint-Gratien är en kommun i departementet Val-d'Oise i regionen Île-de-France i norra Frankrike. Kommunen ligger i kantonen Saint-Gratien som tillhör arrondissementet Sarcelles. År 2022 hade Saint-Gratien 21 297 invånare.

## Befolkningsutveckling
Antalet invånare i kommunen Saint-Gratien
| Referens: INSEE |